# Haydée Agras
Haydée Agras (Vigo, 1984) es una analista deportiva y exjugadora de fútbol sala española.

## Trayectoria
Nació en la ciudad de Vigo en 1984. Estudió Ciencias de la Actividad Física y del Deporte y realizó un máster en análisis del juego, otro máster de Big Data en la UCAM, y un doctorado sobre fútbol de alto rendimiento. Además de en varias ciudades españolas como La Coruña, Murcia o Burela, ha residido en países como Kuwait, Catar, Tailandia y Malasia.
Durante ocho años, jugó profesionalmente al fútbol sala. Se formó en las categorías de base del Olivo Vigo FSF y fichó en la temporada 2002-03 por el Riazor FSF de La Coruña. Tres temporadas después se incorporó al UCAM Murcia de fútbol sala, ya en la División de Honor, y donde jugó entre 2005 y 2011. Después fichó por el Burela FS, con el que ganó una Liga y una Copa.
Tras retirarse como jugadora profesional, comenzó a ejercer como analista técnica del Real Madrid a través de la empresa de análisis de rendimiento deportivo, InStat. Trabajó como analista táctica en el equipo de fútbol malayo Johor Darul Takzim FC, convirtiéndose en la primera mujer en formar parte de un club de esa liga asiática.
En enero de 2023 fichó como analista deportiva del Brentford Football Club, equipo británico de la Premier League.